# Sztuka Inków
Sztuka Inków – rozwijała się od XI wieku do połowy XVI wieku. Powstała nad brzegami jeziora Titicaca, objęła swoim zasięgiem płaskowyż boliwijski oraz północne regiony Chile i Argentyny.

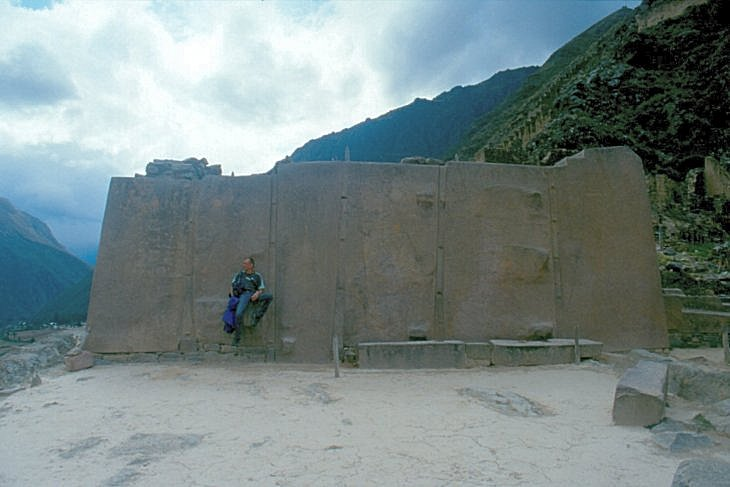
Ollantaytambo, niedokończona świątynia słońca zburzona przez Hiszpanów. Wąskie wstawki kamienne pomiędzy blokami miały zabezpieczyć budowlę na wypadek trzęsienia ziemi

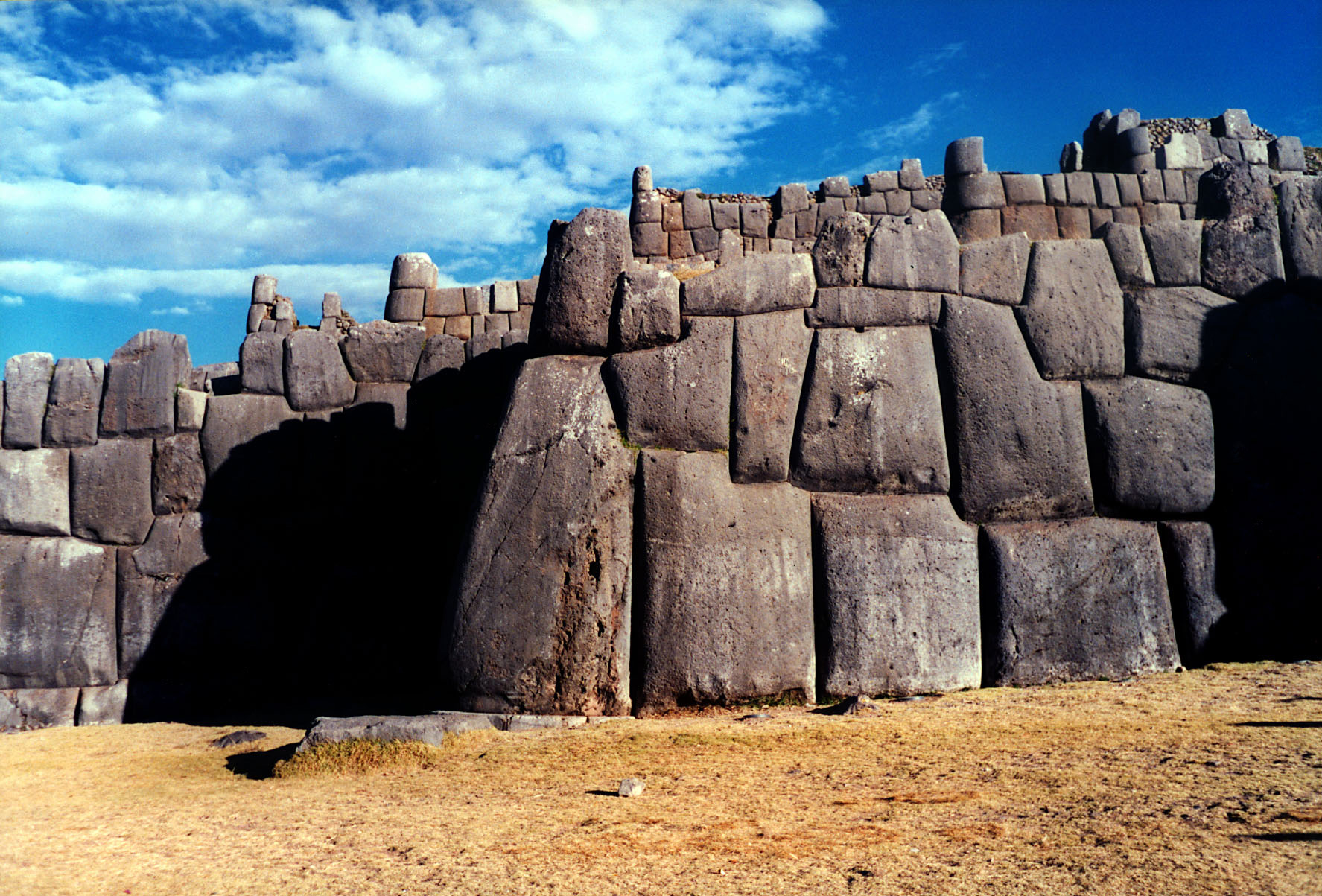
Ruiny twierdzy Sacsahuamán

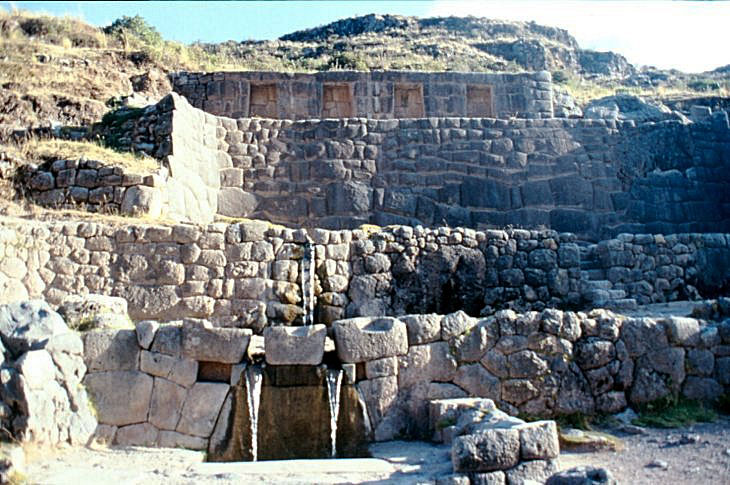
Ruiny świątyni wody - Tambomachay w pobliżu Cuzco

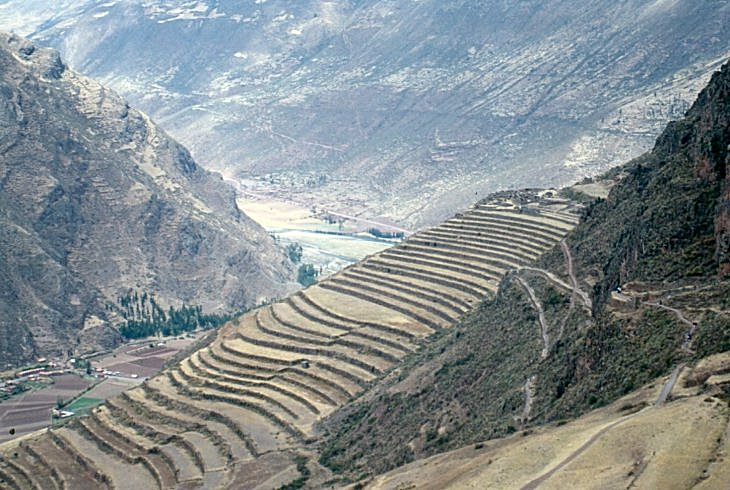
Tarasy w pobliżu Pisac

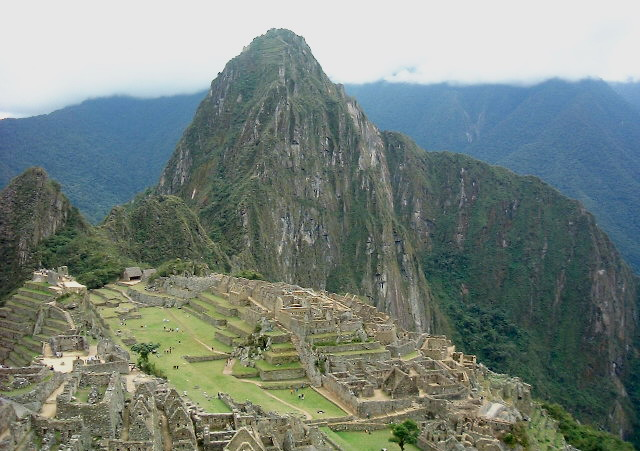
Machu Picchu

Inkowie byli doskonałymi organizatorami. Mimo że nie znali koła i wozów, szacuje się, że wybudowali sieć dróg liczącą ok. 40 tysięcy km, wybrukowanych wielokątnymi kamieniami. Drogi ułatwiały komunikację, łączność i zarządzanie rozległym imperium. Najważniejszą arterią komunikacyjną była droga zwana Wielką Drogą Królewską. Zbudowana została wzdłuż pasma Andów, równolegle do trasy prowadzącej wzdłuż wybrzeża Oceanu Spokojnego. Obie drogi połączone były ze sobą licznymi odcinkami, biegnącymi najczęściej wzdłuż brzegów rzek i górskich żlebów. Przy drogach pobudowane były składy żywności i tzw. tambos, czyli gospody zapewniające nocleg. W nich zmieniały się sztafety inkaskiej poczty. 
Dziełem Inków były też monumentalne budowle wzniesione z kamieni bez użycia zaprawy. Do budowy używano kamieni o różnych kształtach i różnej wielkości: od wielkich bloków o wymiarach 5 × 5 m, do niedużych odłamków skalnych. Wszystkie elementy były dokładnie do siebie dopasowane - dotyczy to budowli sakralnych i pałacowych. Budynki mieszkalne wznoszone były z nieobrobionego kamienia na zaprawie glinianej. Otwory drzwiowe i okienne miały kształt zbliżony do trapezu (Inkowie nie znali sklepienia łukowego), a dachy kryte były słomą. Budowle świątynne wznoszono na planie prostokąta przekrytego dwuspadowym dachem wspartym na ścianach lub zewnętrznych kolumnach. Na dłuższym boku znajdowało się kilkoro drzwi. Wewnątrz umieszczano wnęki i nisze. Inkaskie pałace budowane były wokół dziedzińców, dostosowując układ murów do ukształtowania terenu. Dlatego linia ścian przebiegała nie zawsze wzdłuż linii prostych.
W okresie inkaskim kontynuowano wznoszenie budowli z cegły adobe.
Sanktuaria - twierdze chronione były podwójnymi, potrójnymi aż do siedmiu rzędami murów obronnych, przebiegających wzdłuż linii łamanej, zbudowanych schodkowo jeden nad drugimi.
Do budowli wzniesionych przez Inków należą też sanktuaria wykute w skale. Są to świątynie w kształcie grot, wyposażone w okna i rzeźbione w blokach skalnych siedziska, megalityczne pomniki. Sanktuaria wyposażone były w specjalne systemy odwadniające. 
Pozostawione przez Inków mosty miały konstrukcję wiszącą. Elementem nośnym były liny wykonane z włókien agawy. Inkaskie miasta można podzielić na dwa typy budowli: jedne z nich ulegały stopniowej ewolucji (np. stolica imperium Cuzco), inne sprawiają wrażenie zaplanowanych i wzniesionych w całości (np. Machu Picchu – najbardziej znane miasto kultury inkaskiej, Ollantaytambo). 
W pobliżu Cuzco zachowały się pozostałości zabudowań wzniesionych przez Inków. Są to: 
- Ollantaytambo miasto wzniesione w odległości 68 km w kierunku północno-zachodnim od Cuzco. Położone zostało na zboczu góry i otoczone murami obronnymi o wysokości 4–6 m. Wewnątrz znajdowała się obronna twierdza zbudowana na planie wieloboku z licznymi niszami. Budowla złożona była z licznych galerii, komnat i grot kutych w skale. Dzielnica mieszkalna zbudowana została w układzie szachownicy wokół centralnego placu. W górnej części miasta znajdowało się sanktuarium, z którego pozostały wyrzeźbione w skale Tron Księżniczki i Ołtarz Inki. Po próbie obrony podczas najazdu Hiszpanów, wobec ich przewagi, miasto zostało opuszczone.
- Pisac leży na prawym brzegu rzeki Vilcanota, w odległości 62 km od Cuzco. Do miasta można dotrzeć kamiennymi schodami zbudowanymi wśród uprawnych tarasów. W Pisac zachowały się budowle kultowe wykonane z kamiennych ciosów.
- Pikillacta to położony w odległości 30 km od Cuzco magazyn zbożowy i garnizon wojska. Zabudowania Pikillacata zajmują otoczony murami obronnymi prostokąt w wymiarach 770 × 680 m. Zabudowania zostały wzniesione wokół dwóch placów. Większy był miejscem rozładunku zboża, a mniejszy znajdował się w dzielnicy mieszkaniowej.

W Boliwii, nad jeziorem Titicaca, zachowały się pozostałości budowli inkaskich. Na Wyspie Księżyca znajduje się niewielki czworokątny pałac Pilcocaina, a na Wyspie Słońca podobna budowla, zwana Chincana, oraz ruiny Świątyni Słońca i Świątyni Dziewic. Najważniejszą budowlą pozostawioną przez Inków terenach Boliwii jest cytadela Incallacta. Zabudowania zaplanowano pomiędzy dwiema rzekami a od północy wzniesiono zębaty mur. Główny budynek cytadeli zbudowany został na planie prostokąta o wymiarach 78 × 25 m. Na jego krótszym boku umieszczono drzwi. Dach podparty był najprawdopodobniej na drewnianych słupach. Cytadela miała chronić terytorium Inków przed plemionami Chiriguana. 
Ceramika inkaska to przede wszystkim dzbany i misy. Dzbany posiadały zwężone podstawy i szerokie otwory. Wysokość ich dochodziła czasem do 1,2 m. Zdobione były przede wszystkim motywami geometrycznymi. Czasem zdarzały się uproszczone elementy zoomorficzne. Stosowane barwy to kolor biały, czarny, czerwony na tle w kolorze brunatnym. Inkaskie misy zaopatrzone były w ucha w kształcie ptaka. Zdobienia przedstawiają schematyczne wyobrażenia ryb, lam i ptaków. Spotykane są też wyroby pozbawione ozdób. 
Rzeźby występowały w niewielkich liczbach. Są to najczęściej niewielkich rozmiarów posążki, przedstawiające lamy i pumy, czasami wykonane ze złota lub stopu złota z innymi metalami. 
Wyroby ze srebra i złota to często figurki kobiet, mężczyzn oraz naczynia rytualne (np. noże w kształcie półksiężyca z rękojeścią ozdobioną głową lamy). Zachowała się pewna ilość złotej biżuterii, zwłaszcza dużych rozmiarów nausznic noszonych przez mężczyzn, tak wielkich, że ich noszenie powodowało deformowanie małżowin usznych. Niewielka ilość zachowanych złotych wyrobów (głównie muzeum w Limie) świadczy o niskich umiejętnościach inkaskich złotników. 
Wyroby tkackie charakteryzują się geometrycznymi dekoracjami złożonymi ze skośnych, krzyżujących się linii. Typowymi wyrobami są wykonywane metodą gobelinów ubiory: tuniki i poncho.